# ブバ
ブバ (Buba) はギニアビサウ南部に位置する都市である。キナラ州ブバ区に位置し、キナラ州の州都、ブバ区の首都である。キナラ州の最も主要な港湾都市である。クンバ・ヤラ前大統領により、首都をブバに遷都する計画があったが、実現はしなかった。